# 生于紅燈區
《生于紅燈區：加爾各答紅燈下的孩子們》（英語：Born into Brothels: Calcutta's Red Light Kids），2004年的美國紀錄片，描述Sonagachi妓院的孩子之生活。這部Zana Briski和Ross Kauffman編寫和導演的廣泛贊譽的電影于2004年獲得了奧斯卡最佳紀錄片。
Briski，一個紀錄片的攝影師來到了加爾各答記錄妓女。當她在那時，她和她們的孩子們成了好朋友。她教會了他們攝影，并讓他們拍攝在他們身邊發生的一切。這位女攝影師還幫他們聯繫寄宿學校。她將孩子們拍攝的照片帶到國際攝影展上進行發表，并呼籲更多的人關注這件事。她還借此機會籌措經費。終于這群孩子們中最年長的Avijit得到了阿姆斯特丹某著名展覽會的邀請。在八個小時的等待后，她終于得到了護照，并在第二天登上了去往阿姆斯特丹的飛機。這件事對她的影響很大。他最後決定進入希望學校。